# Аламут

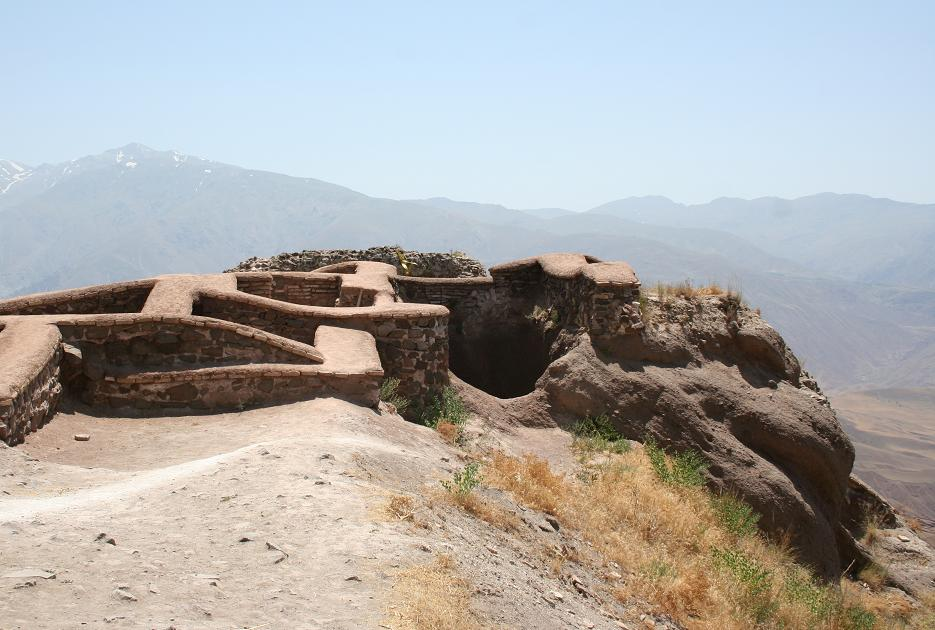
Руины Аламута (2006 год)

Аламут (перс. قلعه الموت‎), Замок Хассана Саббаха — горная крепость на высоте 2163 метра на стыке Талышских гор и центрального Эльбурса (не путать с Эльбрусом), в иранском остане Казвин, примерно в 100 километрах от Тегерана.
В настоящее время от неё остались лишь руины. Согласно Хамдаллаху Мостоуфи, крепость была возведена в 840 году. Другая возможная дата постройки — 859 год. Она расположена посреди горной долины Рудбар, образованной реками Шахруд и Аламут, на отдельно стоящем утёсе высотой около 200 метров.

## Исмаилитская твердыня
К концу XI века большая часть жителей долины Рудбар была исмаилитами. К исмаилизму склонялся и сельджукский наместник Аламута Алави Махду. В 1090 году он сдал крепость лидеру ассасинов-низаритов Хасану ибн Саббаху за 3000 золотых динаров. Захват Аламута положил начало исмаилитскому государству в Иране. В течение нескольких лет приверженцы Хасана ибн Саббаха захватили множество городов (Каин, Тун, Туршиз, Заузан, Табас, Хур) и крепостей (Ламасар, Гирдкух, Танбурак) в Кухистане, Фарсе, Хузистане и Мазандаране.

Завладев Аламутом, Хасан напряг все силы, чтобы захватить округа, смежные с Аламутом, или места, близкие к нему. Везде, где он находил утёс, годный для постройки укреплений, он закладывал фундамент крепости.— Ата Малик Джувейни
Эмир Юрюн-Таш, владетель долины Рудбар, несколько раз пытался отбить крепость, но безуспешно. В начале 1092 года султан Малик-шах I направил против Аламута войска под командованием эмира Арслан-Таша. Несмотря на то, что крепость защищало всего 60—70 человек, а запасов продовольствия было недостаточно, гарнизон выдержал многомесячную осаду. В октябре 1092 г. на помощь Хасану подошёл отряд из 300 исмаилитов Рея и Казвина. Ночью они внезапно напали на осаждавших, нанесли им поражение и обратили Арслан-Таша в бегство.

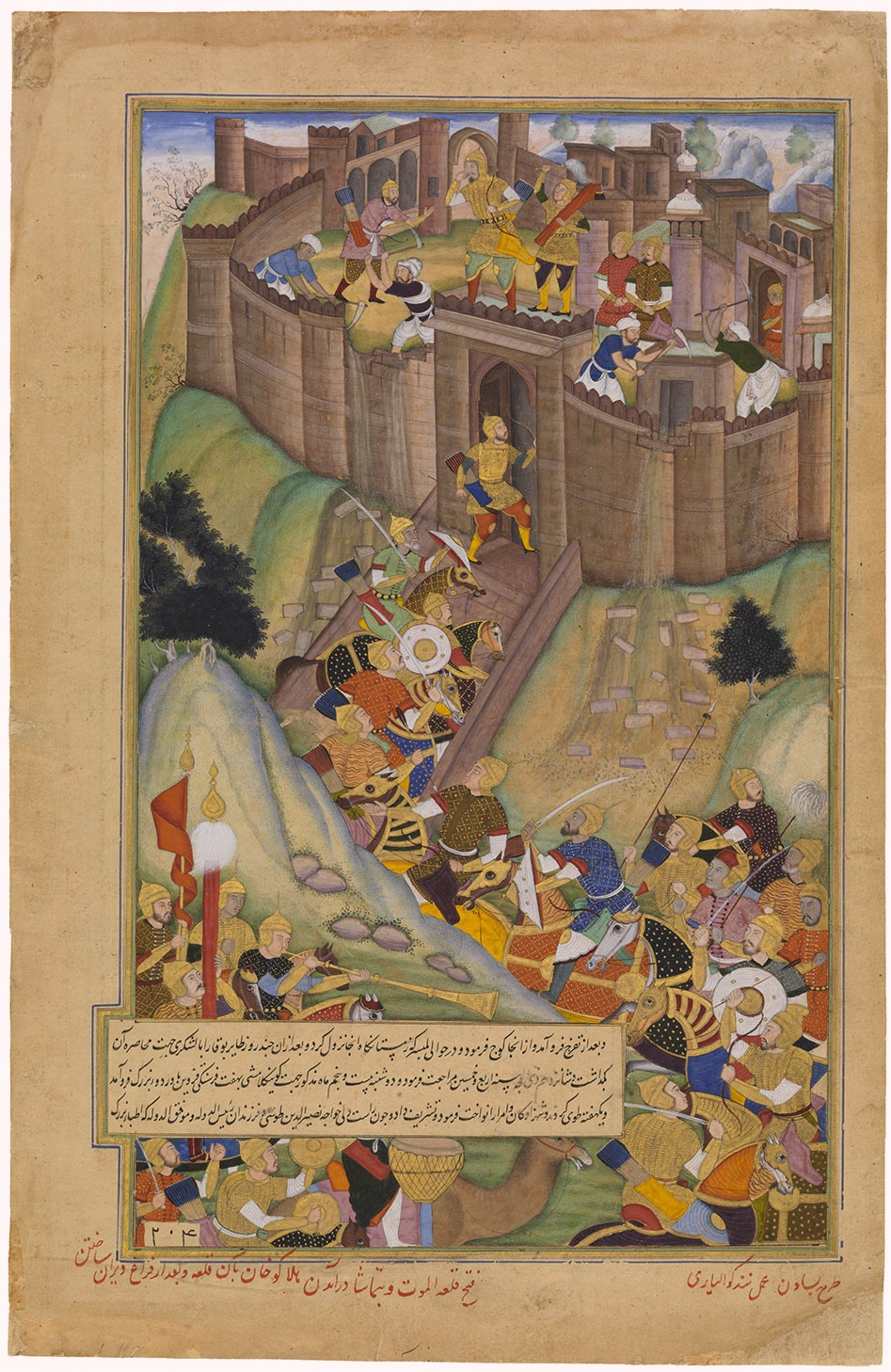
Хулагу разрушает крепость Аламут. Персидская миниатюра XVI века

Через месяц после смерти визиря Низам аль-Мулька (14 октября 1092), убитого посланным Хасаном фидаи, умер Малик-шах. В стране начались усобицы между наследниками султана, отвлёкшие их внимание от Аламута. Воспользовавшись этим, Хасан в ноябре 1096 взял крепость Ламасар и окончательно закрепился в долине Рудбар. Согласно Джувейни, за все 35 лет жизни в Аламуте Хасан ибн Саббах ни разу не спустился с Аламутского утёса и только дважды поднялся на крышу своего дома, всё время проводя за постом, молитвой, чтением книг, разработкой своего учения и государственными делами.
Выдающийся астроном, математик и философ Насир ад-дин ат-Туси (1201—1274) прожил в крепости долгие годы и создал здесь ряд научных трудов. В 1256 году ат-Туси способствовал сдаче исмаилитских крепостей монголам, а сам перешёл на службу к Хулагу, став его советником и астрологом.
Аламут был местопребыванием преемников Хасана ибн Саббаха до тех пор, пока имам Ала ад-Дин Мухаммад (1221—1255) не перенёс резиденцию в Маймун-диз.

## Падение

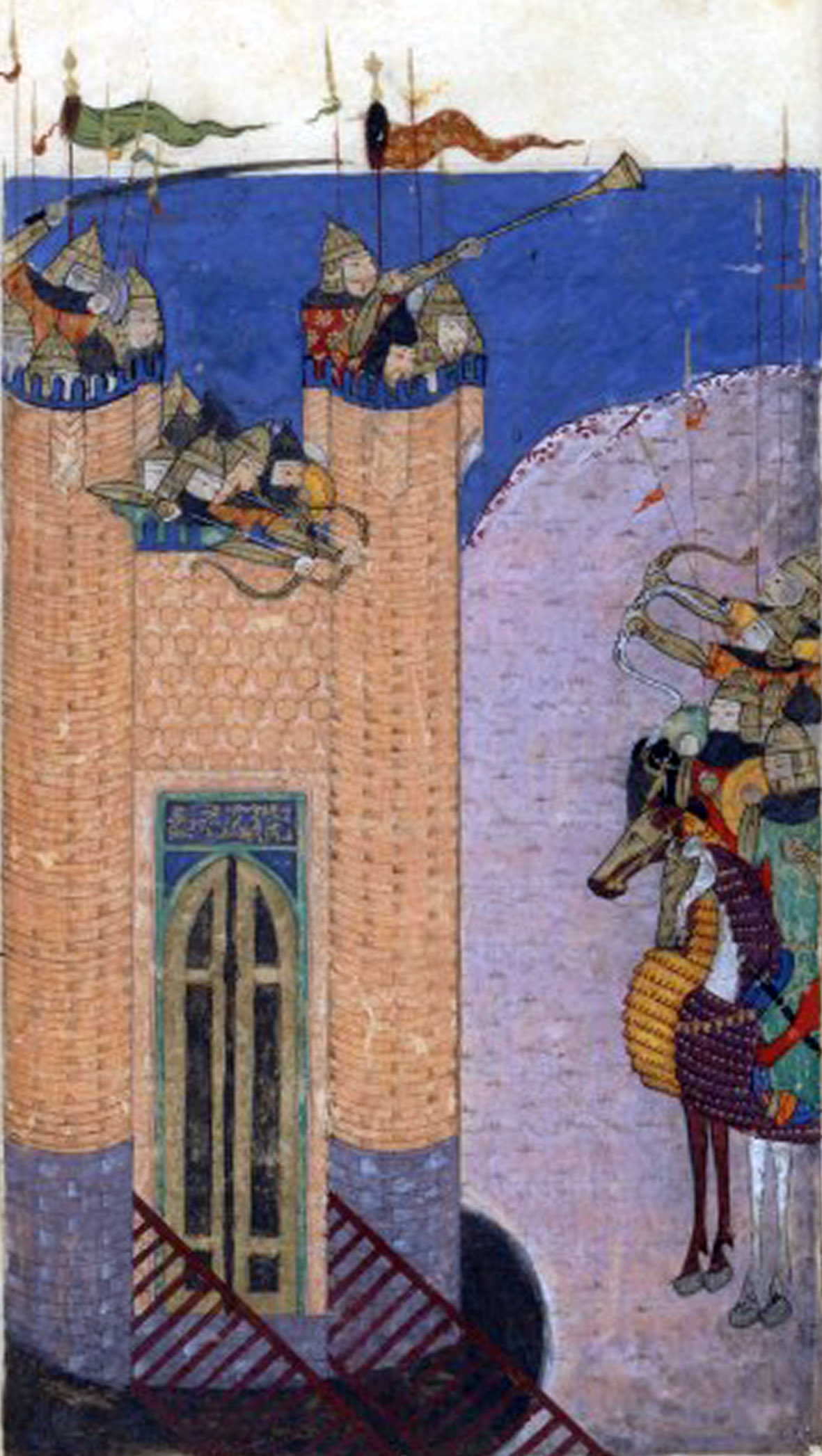
Осада Аламута. Миниатюра из рукописи Тарих-и-джехангуша Джувейни, XV век, Шираз

Великому хану Монгольского государства Мункэ (1251—1259) поступила жалоба от жителей Казвина и горных районов Персии на вред, причиняемый им исмаилитами. Она послужила поводом для продолжения наступления в Иране с целью окончательного завоевания страны, начатого ещё в 1220-е годы. В марте 1253 года корпус Кит-Буги развернул военные действия в Кухистане. Это был авангард армии Хулагу, которая позже, в 1256 году, начала крупномасштабный ближневосточный поход. Кит-Буге не удалось добиться значительных успехов. Он располагал слишком малыми силами, а крепости исмаилитов были прекрасно подготовлены к обороне.
Положение изменилось с подходом основных войск. 2 января 1256 армия Хулагу пересекла Амударью, а уже в начале июня блокировала Аламут. 19 ноября имам Рукн ад-Дин Хуршах, надеясь на милость победителей, открыл монголам ворота своей резиденции — Меймундиза. По требованию Хулагу он разослал гонцов с приказом о капитуляции во все концы своего государства. Около 40 комендантов крепостей выполнили его волю и сдали крепости. Но Аламут и Ламасар ещё некоторое время сопротивлялись.
15 декабря начался штурм Аламута, а 19 декабря считавшаяся неприступной твердыня сдалась. Историку Ата Малику Джувейни, который сопровождал Хулагу в походе, было поручено лично ознакомиться с богатой библиотекой Аламута. В ней Джувейни нашёл «Историю Гиляна и Дейлема» анонимного автора X века и посвященную жизни Хасана ибн Саббаха рукопись Сергузашт-и сейидна, которую затем использовал в своём сочинении Тарих-и-джехангуша («История мирозавоевателя»). Джувейни спас от погрома и расхищения библиотеку, но часть её, содержавшую исмаилитскую догматику, он затем сжёг.

## После исмаилитов
Во времена Сефевидов Аламут использовался как место ссылки и заключения для политических противников правящей династии. При Каджарах многие крепости долины Рудбар были разграблены охотниками за сокровищами.

## Современное состояние
В 2004 в результате землетрясения остатки укреплений пришли в ещё больший упадок.
В настоящее время в долине Рудбар действует Культурный и исторический проект Аламут под эгидой Иранской организации культурного наследия и туризма. Аламут занесён в реестр памятников культуры Ирана.

## Аламут в популярной культуре

### Кинематограф
- Принц Персии: Пески Времени (2010) — фильм Майка Ньюэлла. Аламут в фильме является священным городом принцессы Тамины, а не крепостью ассасинов; хотя крепость в фильме присутствует, она существует отдельно от города.
- Прорицатель Омар Хайам. Хроника Легенды. (2011) — сериал.
- Ассассины (Египет, 2024) — сериал.

### Художественная литература
- «Тамплиеры» — роман Октавиан Стампас.
- Аламут (1938) — роман словенского писателя Владимира Бартола.
- «В Орлином гнезде „Старца горы“» (1946) — рассказ советского писателя Василия Яна.
- Аламут (Alamut,1989), Кинжал и Крест (The Dagger and the Cross, 1991) — фэнтезийная дилогия американской писательницы Джудит Тарр.
- Тень Аламута (2006) — роман Владислава Силина (под псевдонимом «Андрей Басирин»).
- В романе Умберто Эко Маятник Фуко (Il pendolo di Foucault, 1988) Аламут выступает в качестве некоего мистического Камня, одного из центров незримой мировой власти[7]. В другом романе Эко — Баудолино главные герои попадают в замок ассасинов, откуда спасаются на птицах рух
- В романе Ожерелье голубя (Das Halsband der Taube, 1994) немецкого писателя Эрнста Вильгельма Гейне главный герой — рыцарь-тамплиер — совершает путешествие в Аламут.
- В рассказе Виктора Пелевина Ассасин, вошедшем в сборник П5: прощальные песни политических пигмеев пиндостана (2008), излагается история мальчика по имени Али, который в раннем детстве попал в высокогорный замок Аламут, где из него сделали наёмного убийцу-ассасина.
- В романе Генри Хаггарда «Братья» часть действия происходит в Аламуте при дворе аль-Джабала.
- В романе Луиса Ламура «Походный барабан»
- В романе Марины Степновы «Хирург»
- В романе Данила Корецкого «Музейный артефакт(Перстень Иуды 2)» одна из глав посвящена Аламуту и Хасану ибн Саббаху .
- В романе «Западные земли» Уильяма Берроуза.
- В романе «Знак огня» Роберта Говарда.
- В романе «Меч на ладонях» Андрея Муравьёва.
- В романе Андрея Васильева «Акула пера в мире Файролла» замок Аттарин и отец ассасинов Хасан ибн Кемаль имеют сходство с замком Аламут и Хасаном ибн Саббаху.

### Компьютерные игры
- Пророк и убийца 2. Тайны Аламута (Secrets of Alamut, 2001) — компьютерная игра от компании Arxel Tribe, локализованная в России Nival Interactive.
- Assassin’s Creed — компьютерная игра от компании Ubisoft.

### Настольные игры
- В сеттинге Vampire: The Masquerade для настольной ролевой игры Мир Тьмы (World of Darkness) компании White Wolf Game Studio Аламут является главной базой клана Ассамитов.

### Музыка
- Ogrody Alamut (Сады Аламута) — польская нью-эйдж-группа.
- Альбом Билла Ласвелла Hashisheen: The End Of Law (1999) полностью посвящён теме хашишинов. В нём, в частности, есть композиции Freya Stark At Alamut, The Mongol’s Destroy Alamut и A Quick Trip To Alamut.
- Abyssphere — «Аламут» (Русская версия), «Alamut» (Английская версия) (EP «Снова и снова»)
- Salantnia — «Убитый Ассасином» (2010) (в тексте упоминается крепость Аламут)
- Oxxxymiron — «Восточный Мордор» из альбома «Вечный жид»
- Alamut — инструментальный симфонический альбом группы Laibach, вдохновлённый одноимённым романом Владимира Бартола.